# Cristian Herrera
Cristian Ignacio Herrera Pérez (Las Palmas de Gran Canaria, Gran Canaria, España, 13 de marzo de 1991) es un futbolista español. Juega de delantero y su club es el Real Club Deportivo de La Coruña de la Segunda División de España.

## Carrera
Formado en la cantera U. D. Las Palmas alcanzó su primer filial en la temporada 2010-11, compitiendo tres años en tercera división. En su último año contribuyó al ascenso del club con 20 goles. Sin embargo rechazó renovar su contrato y en julio de 2013 se une al filial del Elche C. F. en Segunda División B.
El 24 de noviembre de 2013 hizo su debut con el Elche C. F. en Primera, jugando los últimos 12 minutos y anotando el gol que dio la victoria por 2-1 ante el Valencia C. F. En esa temporada acaba jugando en 21 partidos y marcando tres goles, tras la cual renovó su contrato con el club hasta 2019 y fue definitivamente ascendido al primer equipo.
El 7 de agosto de 2015, tras el descenso administrativo del club ilicitano, Herrera rescindió su contrato. Días más tarde se incorpora a la U. D. Almería, club de la Segunda División. Tras solo media temporada en Almería el 1 de febrero se desvinculó del club para inmediatamente incorporarse al Girona Futbol Club, también en Segunda. En la segunda temporada en el club gerundense consiguió el ascenso a Primera División.
El 14 de julio de 2017, después de llegar a un acuerdo para rescindir el contrato que le vinculaba al Girona, fichó por el Club Deportivo Lugo con un contrato de dos temporadas. El 13 de agosto de 2021 fichó por la Unión Deportiva Ibiza de la Segunda División por dos temporadas.
Tras dos años en Ibiza, tras acabar su contrato, el 22 de junio de 2023 llegó libre a la U. D. Las Palmas recién ascendido a Primera División. Finalizó la temporada con poca participación y no renovó su contrato, dejando el club amarillo por segunda vez. Estuvo sin equipo hasta el 31 de agosto de 2024, cuando se incorporó al R. C. Deportivo de La Coruña en su retorno a la Segunda División de España, firmando una temporada con opción a otra.

## Clubes
Actualizado hasta el último partido jugado el 11 de enero de 2024.
| Club                           | Temporada | División  | Liga  | Liga  | Copa  | Copa  |
| Club                           | Temporada | División  | Part. | Goles | Part. | Goles |
| ------------------------------ | --------- | --------- | ----- | ----- | ----- | ----- |
| Elche Ilicitano C. F. · España | 2013-14   | Segunda B | 14    | 13    | 0     | 0     |
| Elche C. F. · España           | 2013-14   | Primera   | 21    | 3     | 1     | 0     |
| Elche C. F. · España           | 2014-15   | Primera   | 26    | 1     | 4     | 0     |
| U. D. Almería · España         | 2015-16   | Segunda   | 9     | 0     | 4     | 2     |
| Girona F. C. · España          | 2015-16   | Segunda   | 23    | 7     | 0     | 0     |
| Girona F. C. · España          | 2016-17   | Segunda   | 31    | 2     | 0     | 0     |
| C. D. Lugo · España            | 2017-18   | Segunda   | 15    | 7     | 1     | 0     |
| C. D. Lugo · España            | 2018-19   | Segunda   | 34    | 10    | 2     | 1     |
| C. D. Lugo · España            | 2019-20   | Segunda   | 40    | 12    | 1     | 1     |
| C. D. Lugo · España            | 2020-21   | Segunda   | 40    | 2     | 2     | 0     |
| U. D. Ibiza · España           | 2021-22   | Segunda   | 36    | 11    | 2     | 0     |
| U. D. Ibiza · España           | 2022-23   | Segunda   | 35    | 9     | 1     | 1     |
| U. D. Las Palmas · España      | 2023-24   | Primera   | 8     | 1     | 3     | 0     |
| R. C. Deportivo · España       | 2024-25   | Segunda   | 16    | 2     | 1     | 0     |